# Camille 2000
Camille 2000 è un film italiano del 1969 diretto da Radley Metzger, liberamente tratto dal romanzo La signora delle camelie (La Dame aux camélias), scritto da Alexandre Dumas figlio nel 1848.

## Trama
Roma, fine anni sessanta. Marguerite Gautier vive un'esistenza spensierata fatta di feste, di incontri, di droghe e di relazioni occasionali, nella sontuosa villa dell'uomo che la mantiene, il conte De Mauriac. Per l'attempato conte, Camille (come viene chiamata Marguerite a causa della sua passione per le camelie) più che un'amante rappresenta una figlia, incontrata dopo che la sua vera figlia ha perso la vita per overdose.
A Roma arriva Armand Duval, giovane imprenditore francese inviato da suo padre per affari. In una delle tante serate mondane non tarda ad incontrare Marguerite, ma mentre lui se ne innamora a prima vista, lei considera Armand come una delle tante relazioni "usa e getta" alle quali è abituata, continuando nel frattempo a frequentare altri uomini e suscitando anche la sua gelosia. Pian piano, tuttavia, anche Marguerite comincia a provare attrazione per lui e decide di passare l'estate in sua esclusiva compagnia partendo, all'insaputa di De Mauriac, alla volta di Porto Ercole con la lussuosa imbarcazione di quest'ultimo. Durante la vacanza, la donna viene avvicinata dal padre di Armand: nel sospetto che la relazione con il figlio sia in realtà frutto di un calcolo economico, Duval la convince a lasciarlo. 
Marguerite si rassegna a tornare al suo mondo di amori promiscui e si lascia sempre più prendere dalla schiavitù della droga, allontana Armand che è totalmente all'oscuro del colloquio fra lei e suo padre, e lo umilia facendosi sorprendere in compagnia dell'ennesimo amante. I due si ritrovano ancora in occasione di una festa: Armand, ancora innamorato, si rende conto che la dipendenza la sta ormai distruggendo. Quando viene a sapere che è ricoverata in una clinica si precipita da lei ma fa appena in tempo a prenderla fra le braccia ed assistere impotente alla sua morte.

## Produzione
Il film, costato 500000 $, è stato girato nell'ottobre del 1968 in Toscana, nelle località del Monte Argentario e di Porto Ercole, e in Lazio, a Roma, nella Casina Valadier, alla Scalea Bruno Zevi e a Villa Miani, oltre che negli studi Dear Studios. La pellicola è interamente recitata in inglese e attualmente la versione italiana non è disponibile su alcun supporto. La presenza di versioni di varie durate si spiega con la necessità, molto comune nei film erotici all'epoca, di adattare il montaggio del materiale girato alle censure dei vari paesi. 

## Colonna sonora
La colonna sonora del film, composta da Piero Piccioni è stata pubblicata per la prima volta in LP e CD dalla casa discografica Easy Tempo nel 1998 e in seguito ristampata anche da altre etichette.

### Tracce
Testi e musiche di Piero Piccioni.
1. Camille 2000
2. Charms
3. Easy Lovers
4. Pearls
5. Echoes
6. Lovers
7. Ballade
8. Chains of Love
9. Slow Flute Beat
10. Tears in Brasil
11. Brasil 2000
12. Pearls
13. Funky Lovers
14. Camille 2000
15. Charms
16. Easy Lovers
17. Brasil 2000
18. Tears in Brasil
19. Tears in Rome
20. Classic Lover
21. Magic
22. Camille 2000

## Distribuzione
Il film è stato proiettato in anteprima il 16 luglio 1969 a New York. È stato poi distribuito dal 7 settembre 1971 in Danimarca, dal 13 novembre 1975 a hong Kong, dal 6 settembre 1979 in Argentina, dal 1º novembre 1983 nelle Filippine e dal 18 settembre 2010 in Germania.
Il film è conosciuto anche con i titoli di Camelia y sus amantes (Argentina), Kameliadamen - født til sex (Danimarca), Kameliendame 2000 (Germania), I kyria me tis kamelies - Etos 2000 e Apagorevmenes idones (Grecia), Forbidden Love (Filippine), Camelia 2000 (Spagna), La dama de las camelias (venezuela).